# تل رزی
تل رزی مربوط به سده‌های اولیه دوران‌های تاریخی پس از اسلام است و در شهرستان شیراز، بخش زرقان، دهستتان بند امیر، ۱۰۰ متری جنوب غرب روستای کوهک، بین اراضی کشاورزی واقع شده و این اثر در تاریخ ۳۰ بهمن ۱۳۸۶ با شمارهٔ ثبت ۲۰۸۸۸ به‌عنوان یکی از آثار ملی ایران به ثبت رسیده است.